# Duilio Truffo
Duilio Truffo – włoski kierowca wyścigowy.

## Kariera
Truffo rozpoczął karierę w międzynarodowych wyścigach samochodowych w 1973 roku od startów w Formule Italia, gdzie odniósł cztery zwycięstwa i zdobył tytuł wicemistrzowski. W późniejszych latach Włoch pojawiał się także w stawce Europejskiej Formuły 2, World Championship for Drivers and Makes, 24-godzinnego wyścigu Le Mans, FIA World Endurance Championship oraz European Endurance Championship.
W Europejskiej Formule 2 Włoch startował w latach 1974-1975. W pierwszym sezonie startów w ciągu siedmiu wyścigów, w których wystartował, uzbierał łącznie dwa punkty. Został sklasyfikowany na szesnastej pozycji w klasyfikacji generalnej. Rok później z dorobkiem dziesięciu punktów uplasował się na dwunastym miejscu w końcowej klasyfikacji kierowców.